# مایکل مک‌میلیان
مایکل مک‌میلیان (انگلیسی: Michael McMillian؛ زادهٔ ۲۱ اکتبر ۱۹۷۸) یک هنرپیشه اهل ایالات متحده آمریکا است. وی از سال ۱۹۹۵ میلادی تاکنون مشغول فعالیت بوده‌است.
از فیلم‌ها یا برنامه‌های تلویزیونی که وی در آن نقش داشته‌است می‌توان به تصورش کن، این رفتارت را دوست دارم، زیبایی و کیف دستی و تپه‌ها چشم دارند ۲ اشاره کرد.